# Abierto de Estados Unidos 1969
El Abierto de Estados Unidos 1969 es un torneo de tenis disputado en superficie dura, siendo el cuarto y último torneo del Grand Slam del año.

## Finales

### Senior

#### Individuales masculinos[1]
Rod Laver vence a  Tony Roche, 7-9, 6-1, 6-2, 6-2

#### Individuales femeninos[2]
Margaret Court vence a  Nancy Richey, 6-2, 6-2

#### Dobles masculinos[3]
Ken Rosewall /  Fred Stolle vencen a  Charlie Pasarell /  Dennis Ralston, 2-6, 7-5, 13-11, 6-3

#### Dobles femeninos[4]
Françoise Durr /  Darlene Hard vencen a  Margaret Court /  Virginia Wade, 0-6, 6-4, 6-4

#### Dobles mixto[5]
Margaret Court /  Marty Riessen vencen a  Françoise Durr /  Dennis Ralston, 7-5, 6-3

### Junior[6]

#### Individuales masculinos
El torneo comenzó en 1973

#### Individuales femeninos
El torneo comenzó en 1974

#### Dobles masculinos
El torneo comenzó en 1982

#### Dobles femeninos
El torneo comenzó en 1982